# Tecnologia de forats passants

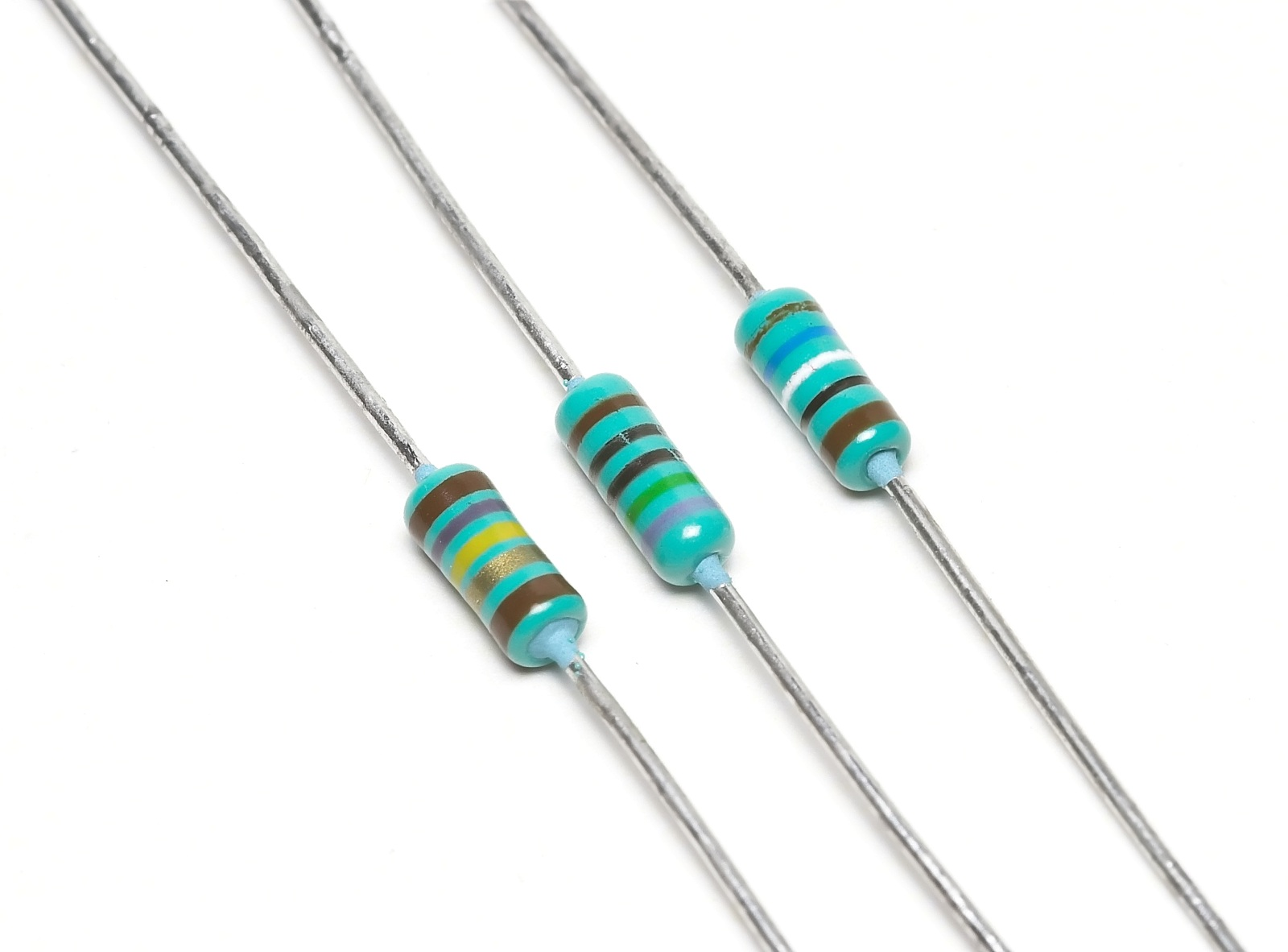
Fig.1 Resistències : exemple de components de forat passant

Tecnologia de forats passants fa referència al sistema de muntatge dels components electrònics sobre els circuits impresos. Concretament els components electrònics disposen de potes que aniran inserides dintre de forats realitzats als circuit imprès. Aquesta inserció de components pot ser manual o automàtica. Llavors es realitza la soldadura pel costat oposat al del component.

## Característiques

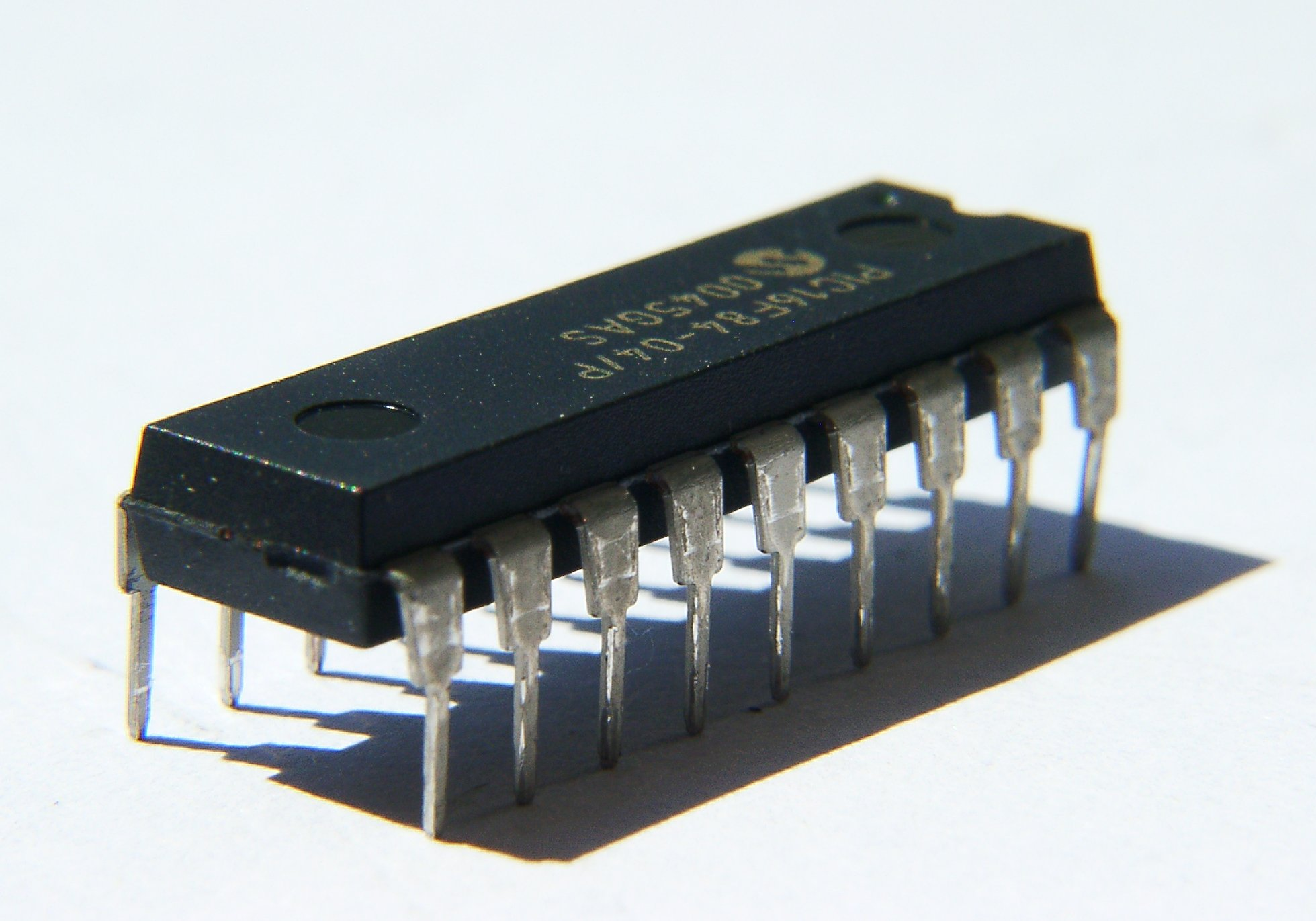
Fig. 2 Circuit integrat : exemple de component de forat passant

Comparativa amb la tecnologia de muntatge superficial :
- Major rigidesa mecànica mercès al forat del circuit imprès.
- Major cost de components i circuit imprès degut al major volum.
- Menors prestacions en alta freqüència degut al major volum.

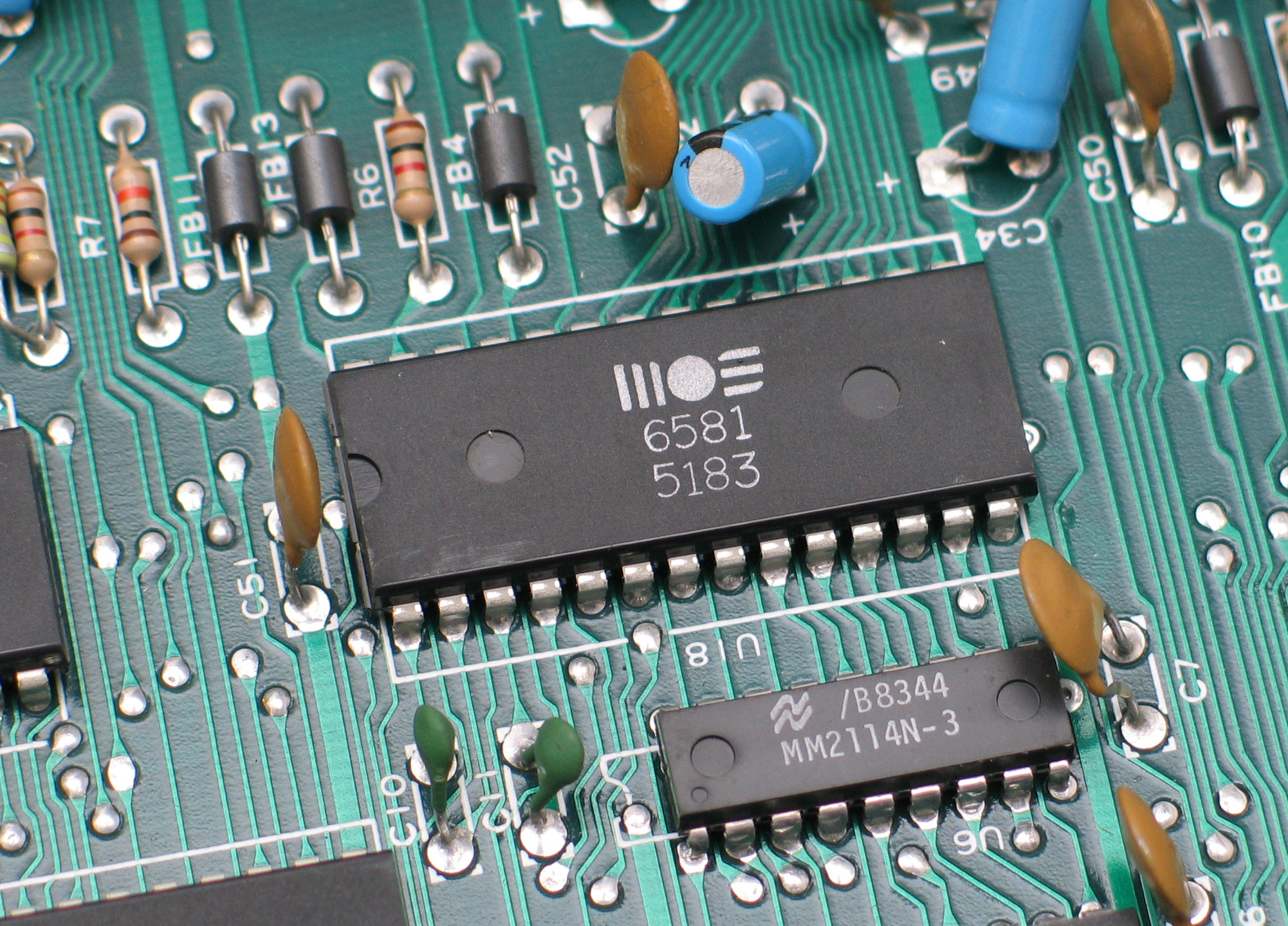
Fig.3 Exemple de circuit imprès muntat amb tecnologia de forats passants